# Itara
Itara is een geslacht van rechtvleugeligen uit de familie krekels (Gryllidae). De wetenschappelijke naam van dit geslacht is voor het eerst geldig gepubliceerd in 1869 door Francis Walker.

## Soorten
Het geslacht Itara omvat de volgende soorten:
- Itara borneoensis Gorochov, 1997
- Itara chopardi Gorochov, 1997
- Itara copiosa Gorochov, 2007
- Itara kalimantanensis Gorochov, 1997
- Itara latipennis Chopard, 1930
- Itara sabahensis Gorochov, 1997
- Itara sarawakensis Gorochov, 1997
- Itara trusmadi Gorochov, 2007
- Itara ampla Gorochov, 2001
- Itara curupi Gorochov, 2009
- Itara diligens Gorochov, 1997
- Itara pendleburyi Chopard, 1931
- Itara indiae Gorochov, 2009
- Itara abdita Gorochov, 1996
- Itara aperta Gorochov, 1996
- Itara communis Gorochov, 1997
- Itara distincta Gorochov, 1997
- Itara kirejtshuki Gorochov, 1997
- Itara korotyaevi Gorochov, 1997
- Itara minor Chopard, 1925
- Itara mjobergi Chopard, 1930
- Itara palawanensis Gorochov, 2004
- Itara sericea Walker, 1869
- Itara vietnamensis Gorochov, 1985
- Itara latiapex Gorochov, 2007
- Itara maxima Gorochov, 2001
- Itara megacephala Gorochov, 2007
- Itara parallela Gorochov, 2007
- Itara denticulata Chopard, 1940
- Itara minuta Chopard, 1940
- Itara nocturna Gorochov, 1988
- Itara pacholatkoi Gorochov, 1997
- Itara sonabilis Gorochov, 1996
- Itara thailandensis Gorochov, 1997
- Itara finitima Gorochov, 2007
- Itara ivanovi Gorochov, 2008
- Itara johni Gorochov, 1997
- Itara kerzhneri Gorochov, 1997
- Itara major Chopard, 1930
- Itara melanocephala Gorochov, 1988
- Itara microcephala Haan, 1842
- Itara mira Gorochov, 2007
- Itara popovi Gorochov, 1997
- Itara proxima Gorochov, 1997
- Itara raggei Gorochov, 1997
- Itara similis Gorochov, 1988
- Itara uvarovi Gorochov, 1997
- Itara nigra Gorochov, 1997
- Itara singularis Gorochov, 1997
- Itara sympatrica Gorochov, 2007
- Itara tinnula Gorochov, 2007